# Дзбановский, Борис Викторович
Бори́с Ви́кторович Дзбано́вский (4 [17] февраля 1909, Умань — 28 ноября 2000, Киев) — украинский советский архитектор, член Союза архитекторов Украины с 1939 года.

## Биография
Родился в Умани, в 1926—1930 годах обучался на строительном факультете Индустриального техникума в Умани, в 1931—1937 годах — на факультете инженерных сооружений Киевского строительного института. В 1926—1931 годах работал в Умани, с 1932 года — в различных проектных организациях Киева. В 1941—1944 годах в эвакуации в г. Анжеро-Судженске, работал проектировщиком в проектном институте «Кузбассшахтопроект». В 1944 году возвращается из эвакуации, работает в Харькове и Донецке в проектном институте «Южшахтопроект». С 1948 по 1964 год — главный архитектор, заместитель главного инженера проектного института «Укргипрошахт», с 1959 года — «УкрНИИпроект». С 1964 года — главный инженер проектного института «КиевНИИПградостроительства». Жил в доме № 11а по Пушкинской улице. С 1971 года — на пенсии. Умер в Киеве 28 ноября 2000 года.

## Творчество

### Автор и соавтор проектов
- административные и жилые здания в Умани (1927—1932),
- сооружения радиостанции в Броварах Киевской области (1936—1937),
- ТЭЦ в Киеве, Днепропетровске, Воронеже (1937—1941),
- ламповый завод и обогатительная фабрика в Прокопьевске (1941—1944),
- рудоремонтные заводы в Горловке, Стаханове, Красном Луче (1944—1948)
- здание института «Укргипрошахт» в Киеве (1949—1956, ул. Богдана Хмельницкого, 4, ныне тут расположено ГП «Уголь Украины»),
- драматический театр в Макеевке Донецкой области (в соавторстве с И. П. Наседкиным, В. П. Фадеичевым, 1951),
- Дом техники в Луганске (в соавторстве с В. П. Фадеичевым, М. М. Сыркиным, 1950—1953),
- клуб ИТР в Лисичанске (в соавторстве с В. П. Фадеичевым, Е. Л. Ивановым, 1951),
- дворец культуры в Краснодоне (1958), Червонограде (1960)
- института автоматики в Киеве (1962), лабораторно-инженерного корпуса Института сверхтвёрдых материалов им. В. Н. Бакуля в Киеве (1964)
- вычислительный центр Института экономики в Киеве (1966)
- генеральный план Нововолынска Львовской области (1958), Днепрорудного (1961), Буйнакска, пгт Аскания-Нова
- станций Киевского метрополитена: «Университет» (1960), «Политехнический институт» (1963).

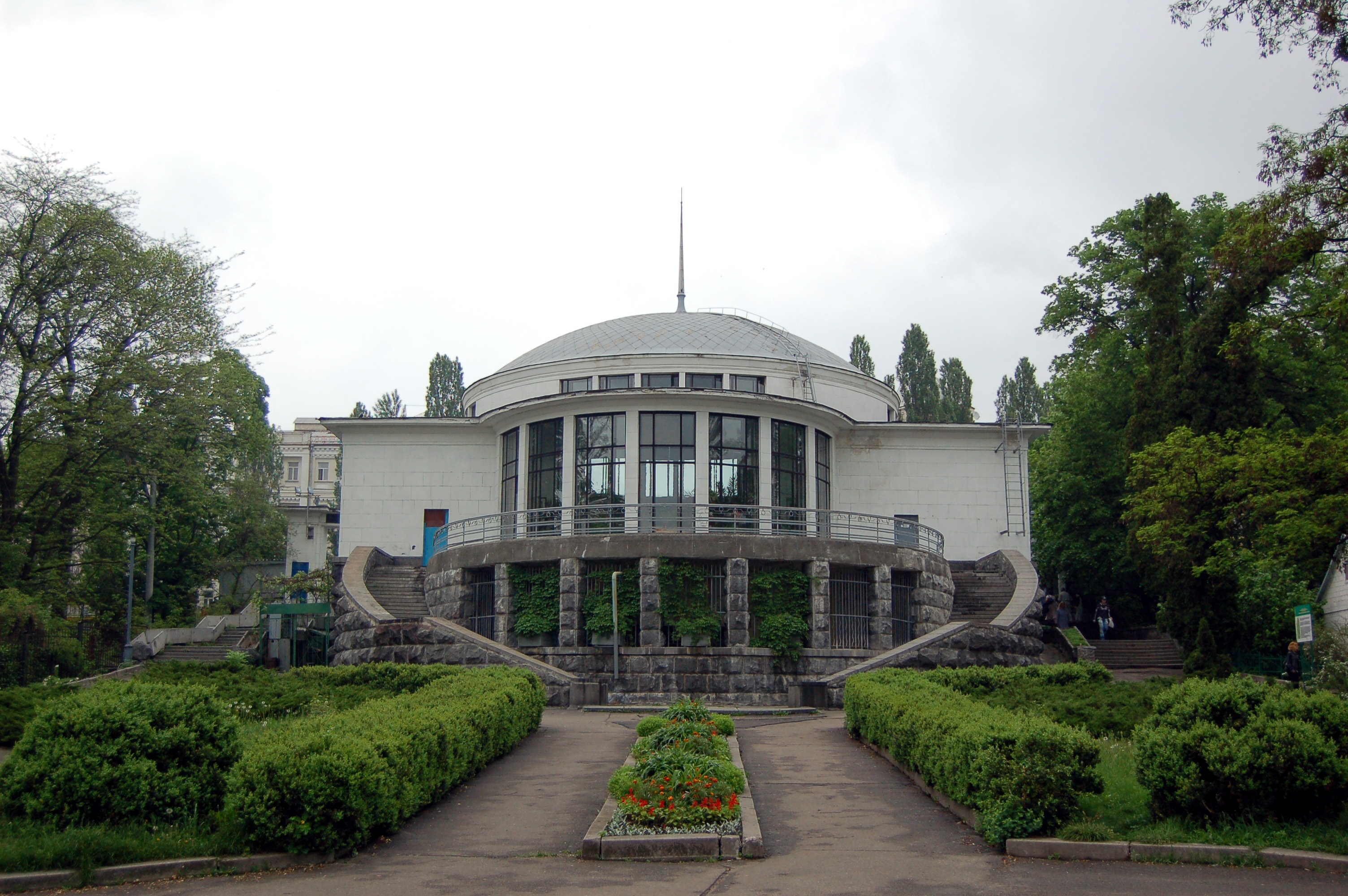
Наземный вестибюль станции метро «Университет»
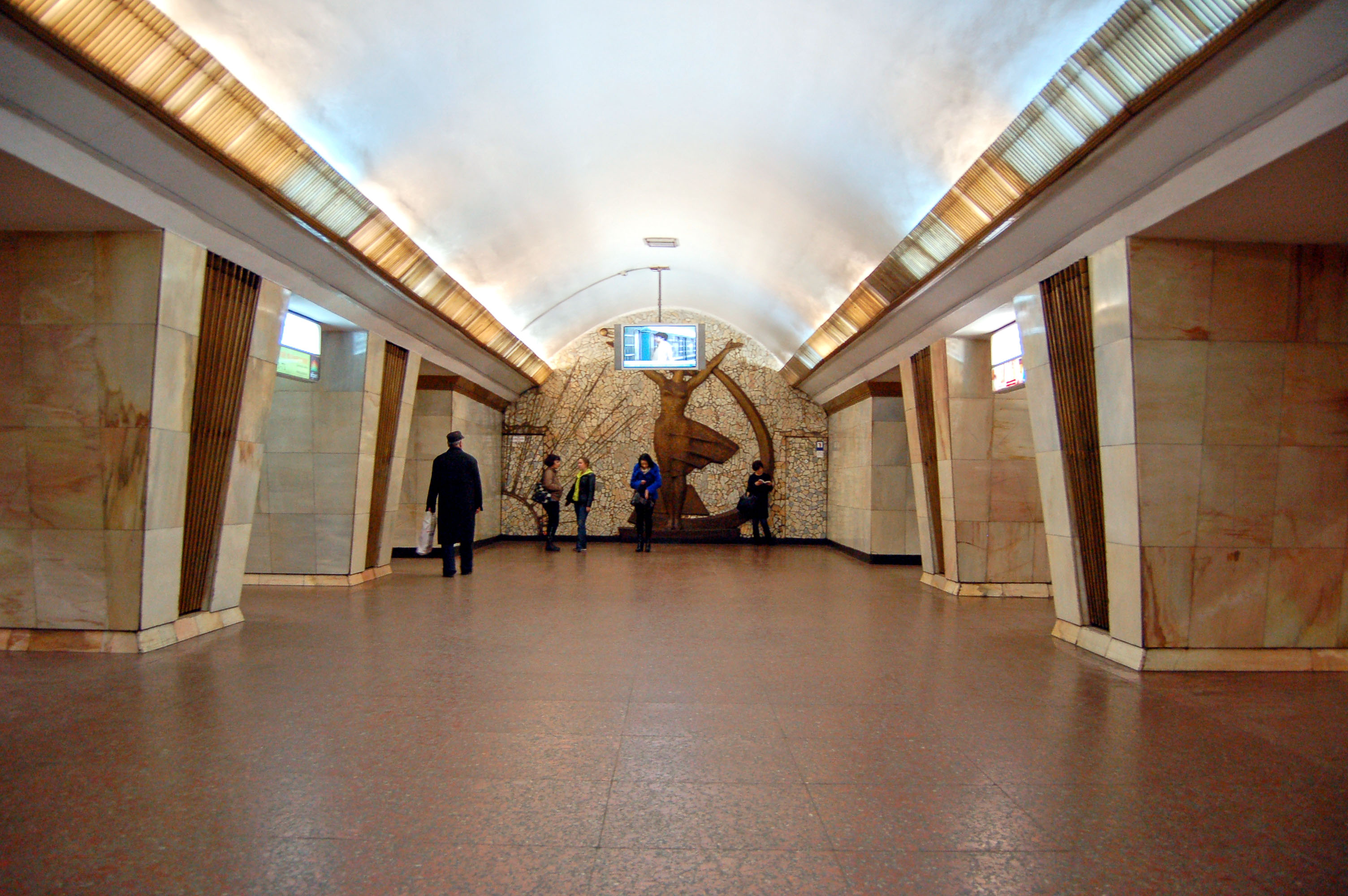
Станция метро «Политехнический институт»
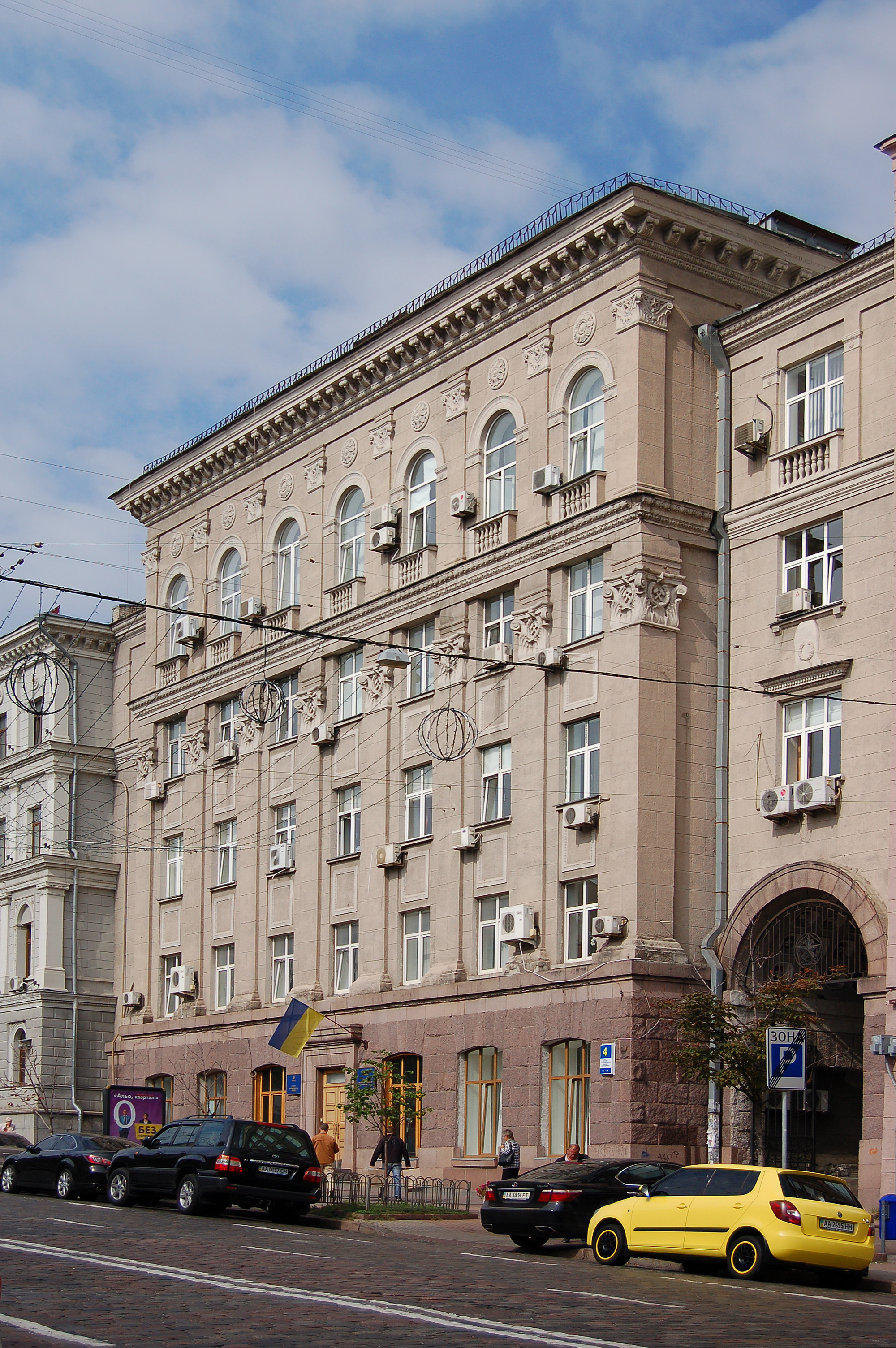
Здание института «Укргипрошахт»